# Drnově podzolové půdy
Drnově podzolové půdy (rusky Дерново-подзолистые почвы, bělorusky Дзярнова-падзолістыя глебы) jsou půdy, které jsou charakteristické pro oblasti s opadavými listnatými lesy. Nejvíce jsou zastoupeny v Bělorusku, kde pokrývají celkem 45,1 % území a v Rusku (zde zabírají asi 15 % území).